# Flottilj
Flottilj, av franskans flottile (liten flotta), är ett militärt förband som består av örlogsfartyg eller flygplan. En flottilj kan vara en del av en flotta.
I örlogsflottor sätts flottiljer vanligtvis samman av mindre fartyg med likartade uppgifter, exempelvis torpedbåtar, ubåtar eller minröjningsfartyg. En flottilj består i regel av minst två divisioner.
I många länders örlogsflottor förs befälet över en flottilj av en flottiljamiral eller, som är vanligast i Sverige, av en kommendör.